# Pobierowo
Pobierowo je polská vesnice ležící mezi městy Rewal a Dziwnow. Je ze všech stran obklopena lesy. K 31. prosinci 2021 zde žilo 959 lidí.
V Pobierowu je sportovní areál, ve kterém se nachází fotbalové a basketbalové hřiště a skatepark. Dále je v obci dlouhá promenáda, na které je mnoho různých stánků. Pláže jsou užší než v jiných obcích. Je tam mnoho možností k ubytování. Stánky a různé atrakce jsou ale otevřeny pouze v sezoně, tedy v létě. Ve vesnici je také mnoho restaurací a zábavy.